# Championnat d'Asie de wushu
Les Championnats d'Asie de wushu sont un championnat continental de wushu organisé par la Fédération d'Asie de wushu (WFA), le représentant continental officiel de la Fédération internationale de wushu,.